# 凡氏密光鳃鱼
凡氏密光鳃鱼（学名：Pycnochromis vanderbilti），又稱凡氏光鰓雀鯛，为輻鰭魚綱雀鲷科光鳃鱼属的鱼类，分布于西太平洋及夏威夷群岛附近海域以及台湾南部等，一般栖息于水深2-20米处的礁体斜面礁盘的礁丛上以及或石质海底区域。本魚體呈卵圓形且側扁，體側及頭部為藍色和黃色條紋交替，尾鰭具有寬闊的黃色上葉邊緣和寬闊的黑色下葉邊緣。背鰭棘部分的邊緣也是黃色；臀鰭大部分是黑色，背鰭硬棘12枚;背鰭軟條10-12枚;臀鰭硬棘2枚;臀鰭軟條10-12枚，该物种的模式产地在夏威夷歐胡島，可做為觀賞魚。